# Ceraclea neffi
Ceraclea neffi är en nattsländeart som först beskrevs av Resh 1974.  Ceraclea neffi ingår i släktet Ceraclea och familjen långhornssländor. Inga underarter finns listade i Catalogue of Life.